# Lepidocyrtus squamoornatus
Lepidocyrtus squamoornatus är en urinsektsart som beskrevs av Stscherbakow 1898. Lepidocyrtus squamoornatus ingår i släktet Lepidocyrtus och familjen brokhoppstjärtar. Inga underarter finns listade i Catalogue of Life.